# Miera
Miera é um município da Espanha na comarca de Trasmiera, província e comunidade autónoma da Cantábria. Tem 33,8 km² de área e em 2021 tinha 386 habitantes (densidade: 11,4 hab./km²).

## Demografia
| Variação demográfica do município entre 1991 e 2004 [carece de fontes?] | Variação demográfica do município entre 1991 e 2004 [carece de fontes?] | Variação demográfica do município entre 1991 e 2004 [carece de fontes?] | Variação demográfica do município entre 1991 e 2004 [carece de fontes?] |
| ----------------------------------------------------------------------- | ----------------------------------------------------------------------- | ----------------------------------------------------------------------- | ----------------------------------------------------------------------- |
| 1991                                                                    | 1996                                                                    | 2001                                                                    | 2004                                                                    |
| 650                                                                     | 580                                                                     | 488                                                                     | 479                                                                     |